# Minicom

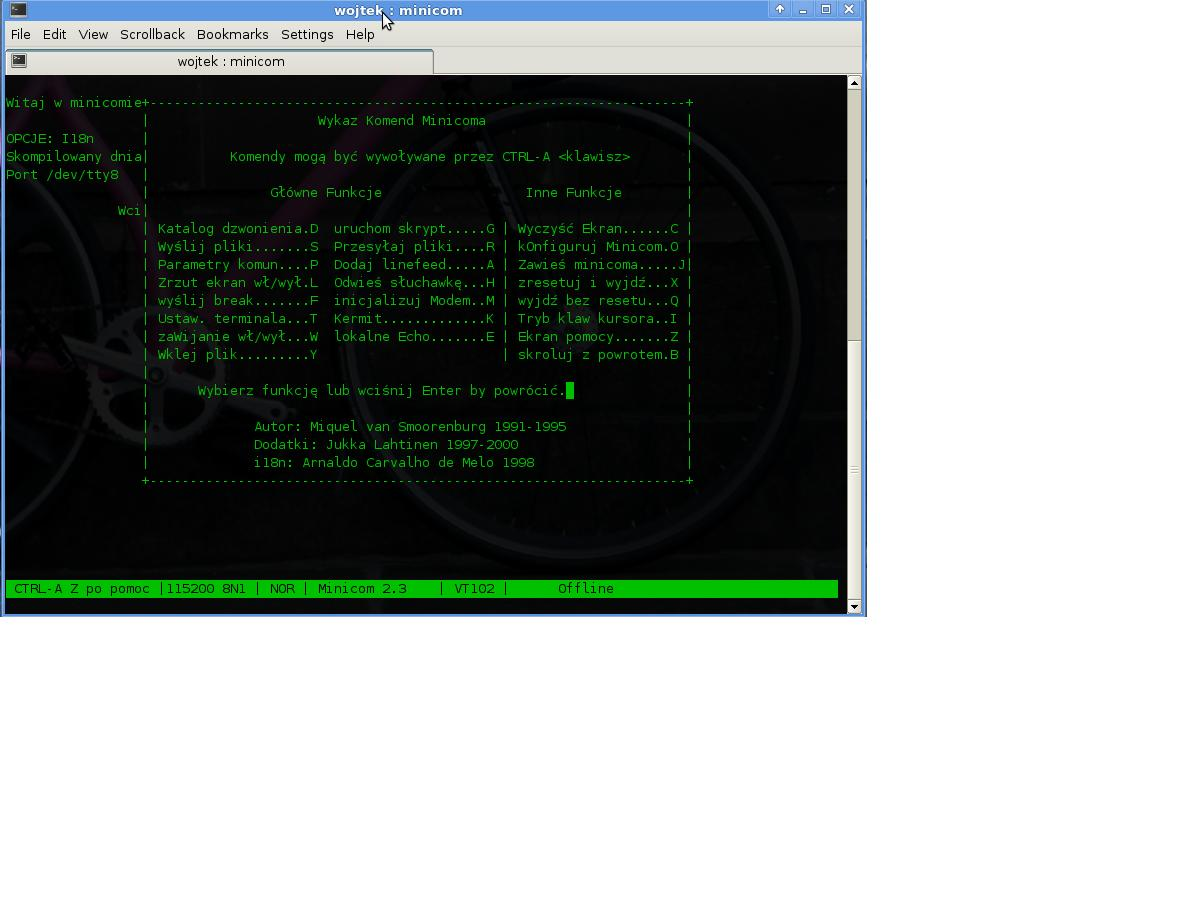
Minicom Menü

Minicom ist eine textbasierende Terminalemulation, für Modem- und serielle Kommunikation für Linux. Die Software wurde von Miquel van Smoorenburg entwickelt und gilt als einer der wichtigsten Terminalemulatoren auf Linux-Systemen und ist Bestandteil der meisten Distributionen.
Minicom unterstützt ANSI- und VT100-Emulation.
Aufgrund der geringen Systemanforderungen ist die Software auch auf Intel-80386-Rechnern lauffähig.